# 1992年冬季残疾人奥林匹克运动会日本代表团
1992年冬季残疾人奥林匹克运动会日本代表团是日本派出的1992年冬季残疾人奥林匹克运动会代表团。获得2枚铜牌。